# Brooklyn (Ohio)
Pour les articles homonymes, voir Brooklyn (homonymie).
Brooklyn est une ville américaine située dans le comté de Cuyahoga dans l’État de l'Ohio. En 2010, sa population était de 11 169 habitants.

## Source de la traduction
- (en) Cet article est partiellement ou en totalité issu de l’article de Wikipédia en anglais intitulé « Brooklyn, Ohio » (voir la liste des auteurs).